# Yannick Hanfmann
Yannick Hanfmann (født 13. november 1991 i München, Tyskland) er en professionel tennisspiller fra Tyskland.